# Marlene Ropac

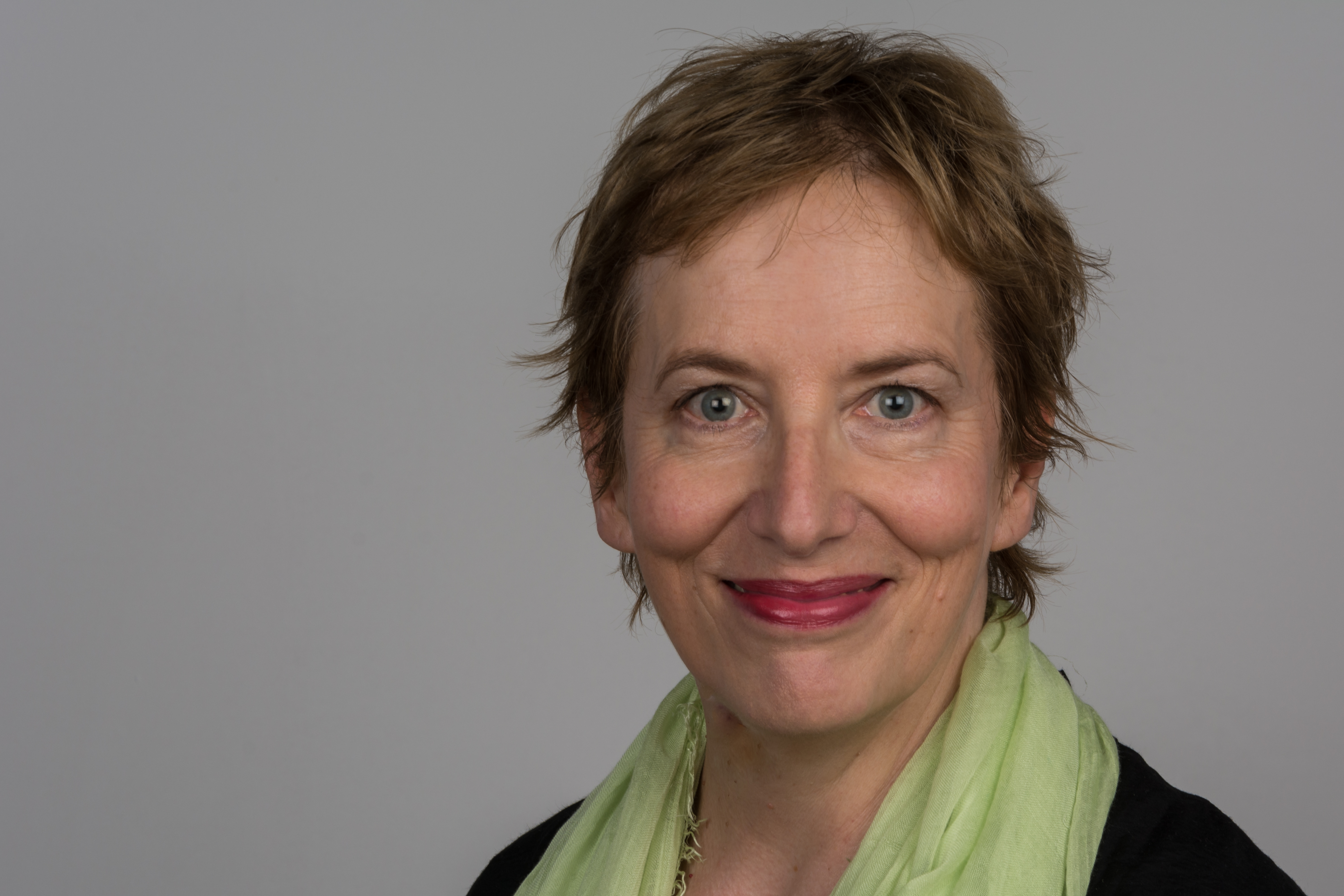
Marlene Ropac (2016)

Marlene Ropac (* 1960) ist eine österreichische Kulturmanagerin. Von 2009 bis 2020 war sie Geschäftsführerin der Akademie des Österreichischen Films.

## Leben
Marlene Ropac war von 1990 bis 1995 Mitarbeiterin des museum in progress. Sie gehörte 1994 zu den Mitbegründerinnen des Depots, eines Veranstaltungszentrums für bildende Kunst in Wien, dessen Geschäftsführung sie bis 2001 innehatte. Von 2001 bis 2003 arbeitete sie in der Sponsoringabteilung der Kunsthalle Wien. Ropac war in weiterer Folge beim Wiener Da-Ponte-Institut für das Mozartjahr 2006 zuständig, wirkte als Kommunikationsleiterin des Wiener Tanzquartiers und als Presseleiterin des Filmfestivals Viennale. 
Seit 2009 ist sie Geschäftsführerin der Akademie des Österreichischen Films. Im September 2020 wurde bekannt, dass sie mit Jahresende 2020 ihre Tätigkeit als Geschäftsführerin der Akademie des Österreichischen Films beendet. Als ihre Nachfolgerin ab Jänner 2021 wurde im November 2020 Katharina Albrecht-Stadler designiert. Im April 2025 wurde sie als Nachfolgerin von Wolfgang Brandstetter zur Präsidentin des Vereins Filmarchiv Austria gewählt.
Marlene Ropac lebt in Wien. Sie ist mit dem Künstler Julius Deutschbauer – eigentlich Daniel Ropac – verheiratet.